# Libidibia paraguariensis
El guayacaú negro  (Libidibia paraguariensis) es una especie de árbol, una leguminosa de la familia de las Fabaceae.
Es endémico de , Argentina, Bolivia, Brasil,  Paraguay, Uruguay.
Está amenazado por pérdida de hábitat.

## Ecología
Habita variedad de sitios, de muy secos en Perú y hacia Bolivia a los húmedos. En los bosques chaqueños ocupa gran porcentaje del estrato superior.
No tolera suelos salinos. Las semillas son dispersadas por el ganado. Rebrota fácilmente de cepa, pero su crecimiento es extremadamente lento.

## Descripción
Alcanza 5-25 m de altura y 1 m de diámetro, con un tronco relativamente corto (2-8 m), con corteza delgada (2-3 cm de espesor) constituida de escamas pardo verdoso oscuro, que se despega y cae en trozos dejando manchas irregulares gris claras a verde claras. Copa amplia, rala, y follaje solo en el extremo de las ramas. Hojas caducifolias, compuestas, de 3 a 6 yugas imparipinadas y 12 cm de largo; cada pina formada por 6-10 pares de folíolos opuestos, elípticos u ovoides, márgenes enteros, nervadura central demarcada, de 4 a 8 mm de largo por 1,5-5 mm de ancho, insertos sobre un raquis. Las hojas nuevas tienen color ferroso. Las ramas son finas y tortuosas, inermes; suelen  fusionarse.
Flores hermafroditas, en racimos axilares simples, cortos, de 2-3 cm de largo, con 8-16 flores cada una, amarillas anaranjadas resaltantes. Florece en septiembre-noviembre. Fruto vaina indehiscente, ovoide o elíptica, negra violácea, lustrosa, leñosa, achatada, de 3-5 cm de largo x 1-3 de ancho y 1 cm de grosor, con 2-4 semillas brillantes pardas rojizas, ovoides de 8 mm de largo, comprimidas, lisas, con abundante albumen claro. Cada racimo de flores formará una o dos vainas, que maduran de marzo a junio. Los frutos permanecen en las ramas, hasta la próxima floración.

## Usos
Su madera tiene una densidad de 1,2 g/cm³;  de textura fina, grano entrelazado, poco veteado. De sus propiedades físico-mecánicas y su aspecto, se asemeja al ébano, al que reemplaza en ciertos usos. No es más dura que el quebracho ni de mayor poder calorífico, da 4.200 kcal/kg, y excelente carbón.
Su rollizo tiene un largo útil de 4 m, y un DAP promedio de 35 cm
Se hacen durmientes, postes, construcciones náuticas, pilotes, tranqueras, varillas de alambrados, mueble finos, fabricación de partes de instrumentos musicales: diapasones, botones, cejillas y clavijas de violines y guitarras.
La madera tiene 8% de tanino, y buenas propiedades de resistencia al contacto con tierra e intemperie. De mucha duración, enterrada bajo agua. La vaina tiene mucho más tanino (15 -25%). 
Las flores son muy apreciadas por las abejas. 

### Uso medicinal
La corteza es excelente contra disentería, y para enfermedades de la piel y sífilis.

## Taxonomía
Libidibia paraguariensis fue descrito por (D.Parodi) Burkart  y publicado en Darwiniana 10(1): 26. 1952.
Etimología
paraguariensis: epíteto geográfico que alude a su localización en  Paraguay.
Sinónimos
- Acacia paraguariensis Parodi
- Caesalpinia melanocarpa Griseb.[3]
- Caesalpinia paraguariensis

## Nombres comunes
Guayacán, guayacán negro, ébano argentino, ibirá-berá, yvyrá-verá (árbol que brilla), guayacaú negro y palo santo.

## Fuente
- Americas Regional Workshop (Conservation & Sustainable Management of Trees, Costa Rica) 1998.  Caesalpinia paraguariensis.   2006 IUCN Lista Roja de Especies Amenazadas, bajado 9 de julio de 2007
- López, J.A; Little, E; Ritz, G; Rombold, J; Hahn, W. 1987. Árboles comunes del Paraguay: ñande yvyra mata kuera, Paraguay, Cuerpo de Paz, 425 pp.
- USDA, ARS, National Genetic Resources Program.Germplasm Resources Information Network - (GRIN) National Germplasm Resources Laboratory, Beltsville, Maryland. https://web.archive.org/web/20090120114419/http://www.ars-grin.gov/cgi-bin/npgs/html/taxon.pl?8299 (19 nov. 2007)
- Atahuachi Burgos, M. & S. Arrázola Rivero. 1996. Catálogo de leguminosas nativas en Cochabamba. 409–423. In R. I. Meneses Q., H. Waaijenberg & L. Piérola (eds.) Legum. Agric. Boliv.. Proyecto Rhizobiología Bolivia, Cochabamba.
- Burkart, A. E. 1987. Leguminosae, Rafflesiaceae. 3: 442–738. In A. E. Burkart (ed.) Fl. Il. Entre Ríos. Instituto Nacional de Tecnología Agropecuaria, Buenos Aires.
- Killeen, T. J., E. García Estigarribia & S. G. Beck. (eds.) 1993. Guía Árb. Bolivia 1–958. Herbario Nacional de Bolivia & Missouri Botanical Garden, La Paz.
- López Vargas, A. 1995. Estud. Veg. Prov. Mizque Campero Cochabamba i–vi, 1–152. Tesis Universidad Mayor de San Simón, Cochabamba.
- López, J. A. & J. E. L. Little. 1987. Árboles comunes del Paraguay 1–425. Cuerpo de Paz, Colección e Intercambio de Información, Washington, D.C.
- Serrano, M. & J. Terán. 1998 [2000]. Identific. Esp. Veg. Chuquisaca 1–129. PLAFOR, Intercooperación, Fundación Ceibo, Sucre.
- Zuloaga, F. O. 1997. Catálogo de las plantas vasculares de la Argentina. Monogr. Syst. Bot. Missouri Bot. Gard. 74(1–2): 1–1331.
- Zuloaga, F. O., O. N. Morrone, M. J. Belgrano, C. Marticorena & E. Marchesi. (eds.) 2008. Catálogo de las Plantas Vasculares del Cono Sur (Argentina, Sur de Brasil, Chile, Paraguay y Uruguay). Monogr. Syst. Bot. Missouri Bot. Gard. 107(1): i–xcvi, 1–983; 107(2): i–xx, 985–2286; 107(3): i–xxi, 2287–3348.